# Il metodo delle scienze storico-sociali
Il metodo delle scienze storico-sociali (Gesammelte Aufsätze zur Wissenschaftslehre) è una raccolta dei principali saggi metodologici del filosofo e sociologo tedesco Max Weber, pubblicati negli anni dal 1904 al 1917 e raccolti postumi in volume nel 1922 a cura di Marianne Weber, moglie dell'autore.

## Saggi
- L'"oggettività" conoscitiva della scienza sociale e della politica sociale (Die "Objektivität sozialwissenschaftlicher und sozialpolitischer Erkenntnis). Pubblicato nel primo fascicolo della nuova serie dell’«Archiv für Sozialwissenschaft und Sozialpolitik», cioè nel volume XIX (1904), pp. 22–87[2].
- Studi critici intorno alla logica delle scienze della cultura (Kritische Studien auf dem Gebiet der kulturwissenschaftlichen Logik). Pubblicato nel primo fascicolo del volume XXII (1906) dell’«Archiv für Sozialwissenschaft und Sozialpolitik», pp. 143–207, nella rubrica dedicata alla rassegna della letteratura. Esso è diviso in due parti[3]:
  - I. In polemica con Eduard Meyer (Zur Auseinandersetzung mit Eduard Meyer), discussione critica delle formulazioni metodologiche proposte da Eduard Meyer nel volume Zur Theorie und Methodik der Geschichte del 1902 sulla teoria e metodologia della storiografia.
  - II. Possibilità oggettiva e causazione adeguata nella considerazione causale della storia (Objektive Möglichkeit und adäquate Verursachung in der historischen Kausalbetrachtung)
- Alcune categorie della sociologia comprendente (Über einige Kategorien der verstehenden Soziologie). Pubblicato nel terzo fascicolo del volume IV (1913) di «Logos. Internationale Zeitschrift für Philosophie der Kultur», pp. 253–94[4].
- Il senso della "avalutatività" delle scienze sociologiche ed economiche (Der Sinn der «Wertfreiheit» der soziologischen und ökonomischen Wissenschaften). Pubblicato nel primo fascicolo del volume VII (1917) di «Logos. Internationale Zeitschrift für Philosophie der Kultur», pp. 40–88[5].

## Edizioni
- (DE) Max Weber, Gesammelte Aufsätze zur Wissenschaftslehre, Tübingen, Mohr, 1922,  pp. 579.
- Max Weber, Il metodo delle scienze storico-sociali, collana Biblioteca di cultura filosofica ; 21, traduzione di Pietro Rossi, Introduzione di Pietro Rossi, Torino, Einaudi, 1958,  p. 383.
- Max Weber, Il metodo delle scienze storico-sociali, collana Reprints Einaudi ; 14, traduzione di Pietro Rossi, Introduzione di Pietro Rossi, Torino, Einaudi, 1974,  p. 383, ISBN 88-06-40402-4.
- Max Weber, Il metodo delle scienze storico-sociali, collana Gli Oscar studio ; 18, traduzione di Pietro Rossi, Introduzione di Pietro Rossi, Milano, A. Mondadori, 1980,  p. 383.
- Max Weber, Il metodo delle scienze storico-sociali, collana Piccola biblioteca Einaudi ; 643, traduzione di Pietro Rossi, Introduzione di Pietro Rossi, Torino, Einaudi, 1997,  p. 383, ISBN 88-06-12977-5.
- Max Weber, Saggi sul metodo delle scienze storico-sociali, a cura di Pietro Rossi, collana Biblioteca di Comunità ; 22, traduzione di Pietro Rossi, Introduzione di Pietro Rossi, Torino, Edizioni di Comunità, 2001,  pp. LIX, 598, ISBN 88-245-0603-8.[6]